# 盐皮质激素受体拮抗剂

醛固酮拮抗劑的键线式.

盐皮质激素受体拮抗剂(mineralocorticoid receptor antagonist，MRA，MCRA）或醛固酮拮抗剂（aldosterone antagonist）是一種利尿劑能竞争性拮抗醛固酮在鹽皮質激素受體的作用。其作用于肾远曲小管和集合管，阻断钠-钾和钠-氢交换，导致水钠排泄增多。代表药物为螺内酯。
盐皮质激素受体拮抗剂常用作輔助治療，配合其它藥物治療慢性心臟衰竭。螺內酯為該類群的第一種藥品，也可用於醛固酮增多症的治療，包括康恩綜合徵（Conn's syndrome）及女性多毛症。

## 作用機制
醛固酮拮抗劑，正如其名稱所暗示的，指在鹽皮質激素受體的受体拮抗剂。作为醛固酮的竞争性抑制剂，属于为保钾排钠类利尿药，主要作用于腎的腎元之集合管及远曲小管，阻断 Na+-K+ 与 Na+-H+ 交换，导致 Na+、Cl- 和水排泄增多，而 K+、Mg2+ 和 H+ 排泄减少，但对于 Ca2+ 和 P3- 的作用不确定。由于仅作用于集合管及远曲小管，对肾小管其它各段无作用，因而利尿作用很弱。
此类拮抗剂主要与其余利尿剂配合使用，用于治疗充血性心臟衰竭的水肿、肝硬化腹水、肾性水肿等水肿性疾病，降低水肿及心臟的工作負荷，并且可用于诊断和治疗原发性醛固酮增多症，以及作为辅助药物治疗高血压，还可以与噻嗪类利尿剂配合使用增强利尿效应和预防低钾血症。

## 範例
此類群在臨床使用中的藥品包括：
- 螺内酯（spironolactone）（安體舒通/螺旋內酯甾酮/螺甾内酯）
- 依普利酮（eplerenone）在治療目標上比螺内酯更具體
- 坎利酮（canrenone） （坎利酸钾）
- 丙利酮（prorenone）（環丙睾酮丙酸鉀）
- 非奈利酮（finerenone）
- 美克西酮（mexrenone）（孕甲酯丙酸鉀）

## 外部連結
- 醫學主題詞表（MeSH）：Aldosterone+Antagonists